# Rinaldo del Mel
Rinaldo del Mel was een Franco-Vlaamse componist, zanger en kapelmeester uit de 16e eeuw.
Hij werd omstreeks 1554 te Mechelen geboren in een gezin dat zich rond 1547 daar vestigde. Zijn vader was deurwaarder, maar ook kamerheer aan het hof van Christine van Lotharingen. Hij bezocht vanaf 3 maart 1562 de zangschool van de Sint-Romboutskathedraal in zijn geboortestad, alwaar hij les kreeg van onder meer Severin Cornet. Hij trok na zijn opleiding rond 1573 naar Lissabon, Portugal en werd er kapelmeester aan het hof van Sebastiaan van Portugal, na diens overlijden in 1578 het hof van Hendrik van Portugal, die vlak daarna ook overleed (1580). Del Mel was van toen te vinden in Rome, alwaar zijn eerste motetboek werd gepubliceerd (1581). Hij vond er werk bij kardinaal Gabriel Paleotti, dat hem in de gelegenheid stelde een studie te beginnen bij Giovanni Pierluigi da Palestrina. Hij werkte op de grens van 1583 en 1584 te Chieti. Zijn volgende baan vond hij opnieuw als kapelmeester bij de kathedraal van Rieti, maar daar maakte hij het door zijn veelvuldige afwezigheid zo bont dat hij binnen het jaar ontslagen werd (6 juli 1584-14 mei 1585). Hij trok naar Rome, L'Aguila, Magliano Sabina (1586) en Venetië (1587). Hij verliet de zuidelijke regionen van Europa om zich in 1587 te vestigen in het Prinsbisdom Luik en aan het werk te gaan bij Ernst van Beieren in de Sint-Lambertuskathedraal. Ook daar bleef hij niet lang; in 1591 was hij terug in Italië bij de eerdergenoemde kardinaal Paleotti. Bij de uitgave van Madrigaletti spirituali-collectie gaf hij de wens uit zich te vestigen in Tortona, maar of dat gerealiseerd werd is onduidelijk. Men neemt aan dat hij tot de dood van Paleotti op 23 juli 1597 bij hem bleef werken. In het najaar 1597 publiceerde Del Mel acht Franse chansons (in Le rossignol musical) bij uitgever Pierre Phalèse, gevestigd in Antwerpen. Dit leidde ertoe dat men aannam dat hij rond die tijd daar is overleden (er werd na 1598 niets meer over hem vastgelegd).
Del Mel schreef talloze werken (Robijns noemt 450) waaronder kerk- en seculiere muziek. Veel van de werken zijn te vinden in de genres motetten en madrigalen. Zijn werk vertoont daarbij de invloeden van zijn leermeester Palestrina. Wat bij de teksten opvalt is dat ze vooruitstrevender zijn (bijvoorbeeld van Giovanni Battista Guarini), dan de teksten die zijn tijdgenoten gebruikten, die naar Petrarca grepen.